# Robert Hense

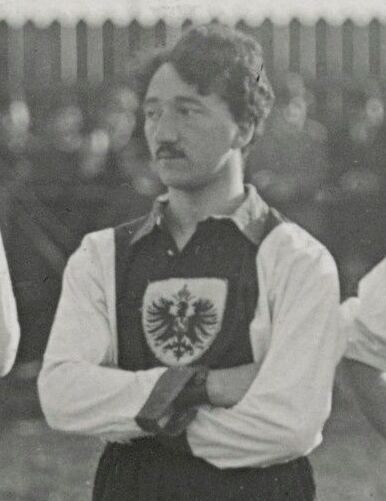
Robert Hense (1910)

Robert Hense (* 17. November 1885 in Köln; † 20. Juni 1966) war ein deutscher Fußballspieler, der vor dem Ersten Weltkrieg für den Kölner BC 01 gespielt und 1910 ein Länderspiel für die A-Nationalmannschaft bestritten hatte.

## Karriere

### Vereine
Als Mitglied der Schülermannschaft des Kölner Marzellen-Gymnasiums begann die Beziehung von Robert Hense zum Fußballspiel. Im Jahr 1900 war er als 15-Jähriger einer der Gründer des Rhenania Köln, für die er zu bis zur vorübergehenden Auflösung des Vereins 1902 stürmte. Anschließend trat er für den Kölner BC 01 an, für den er in der Abwehr spielte. Als mit Beginn der Saison 1909/10 aus den vormaligen Bezirken Köln/Bonn, Niederrhein und Rhein/Ruhr eine „Westdeutsche Liga“ ins Leben gerufen wurde, gehörte Hense mit dem KBC dazu. In der Saison 1911/12 gelang die Meisterschaft in dieser Liga und mit einem 4:2-Erfolg gegen Borussia Mönchengladbach folgte auch der Titelgewinn in Westdeutschland. Dadurch zog er mit seiner Mannschaft in die Endrunde um die Deutsche Meisterschaft ein. Am 12. Mai demonstrierte aber der Karlsruher FV mit seinen Nationalspielern Max Breunig, Ernst Hollstein, Fritz Förderer, Gottfried Fuchs und Julius Hirsch in München-Gladbach mit einem 8:1-Sieg gegen den KBC die damalige Überlegenheit des süddeutschen Fußballs.
Als sich der Kaufmann im Jahre 1911 zum Zwecke beruflicher Fortbildung in Frankreich aufhielt, sammelte er Erfahrung als Mitglied von Cercle Athletique Paris und Racing Roubaix. Nach Rückkehr spielte er bis 1914 wieder für den Kölner BC 01.

### Auswahl-/Nationalmannschaft
Als Robert Hense am 9. Oktober 1910 in Köln im Spiel der Auswahlmannschaft des Westdeutschen Spiel-Verbandes gegen die Auswahlmannschaft des Süddeutschen Fußball-Verbandes auf der linken Verteidigerposition agierte, waren es auch da schon die Spieler des Karlsruher FV, verstärkt durch Karl Burger und Marius Hiller, die bei der 1:4-Niederlage die Stärke des süddeutschen Fußballs unter Beweis stellten. Sieben Tage später, am 16. Oktober 1910, bestritt er in Kleve sein einziges Länderspiel, das gegen die Nationalmannschaft der Niederlande vor 10.000 Zuschauern mit 1:2 verloren wurde. Im zehnten Länderspiel des DFB kam kein Spieler aus Süddeutschland zum Einsatz. Es debütierten an der Seite von Hense auch die weiteren Neulinge Neiße, Bülte, Hanssen und Umbach. Das Team um Spielführer Camillo Ugi verdankte es in erster Linie dem überragenden Torhüter Adolf Werner, dass es bei der knappen 1:2-Niederlage blieb.

## Sonstiges
- Nach seiner aktiven Karriere betrieb er eine Fahrrad- und Motorrad-Großhandlung am Bonner Wall in Köln.
- Hense war ein Allround-Sportler und dadurch auch ein begeisterter Ruderer und talentierter Tennis-Spieler.
- Noch bis 1942 schnürte er in der Fußballabteilung seines KBC die Fußballschuhe; darüber hinaus war er lange Zeit als ehrenamtlicher Platzwart für den Verein tätig.
- Im Jahre 1953 wurde er mit der Goldenen Ehrennadel des 1. FC Köln (Fusionsverein aus KBC und SpVgg Sülz) ausgezeichnet.